# 大麦屿港
大麦屿港位于浙江省玉环市大麦屿街道，与瓯江河口区的温州港隔海相望，是中華人民共和國國務院審定的一類港口口岸。

## 运营历史
2006年2月23日，大麦屿港两座万吨级码头通航环境安全通过专家评审，大麦屿港口的开发将进入实质性施工阶段。
2008年4月，国务院批复同意大麦屿港区升格为一类口岸。这也是浙江省唯一位于县级的国家一类口岸。
2011年9月16日，时任海关总署(国家口岸办)副主任白石担任组长、由国家相关部委和军方组成的验收组来到玉环大麦屿港区，对大麦屿港区对外开放开展验收。经过验收组认真评估，验收组成员、海关总署（国家口岸办）处长钦明伟宣布：大麦屿港区查验设施、查验的监管场所基本上都已到位，其条件基本能满足对外开放的需要，认定其通过一类口岸国家验收，正式对外开放。
2017年12月23日，玉环大麦屿港2017年集装箱吞吐量突破了10万标箱，是该港开通集装箱运输业务10年以来首次。

## 交通设施

### 铁路
- 大麦屿支线（规划）

### 公路
- S19 甬台温复线高速公路（玉环段）
- S203省道(大麦屿疏港公路)
- S226省道
- G228国道

## 港口航线

### 客运
- 大麦屿港 — 南岳码头（浙江乐清）（乐清湾滚装轮渡线路）承运人：玉环滚装轮渡有限公司 【已停运】

- 大麦屿港 — 苏澳港（台湾宜兰县）（两岸直航首航线路）

- 大麦屿港 — 基隆港(台湾) 轮渡用船：“中远之星” 承运人：厦门闽台轮渡有限公司

- 大麦屿港 — 冲绳(日本)[6]

### 货运
- 大麦屿港 — 温州港 [7]